# Stenus curtus
Stenus curtus är en skalbaggsart som beskrevs av Thomas Casey. Stenus curtus ingår i släktet Stenus och familjen kortvingar. Inga underarter finns listade i Catalogue of Life.